# 愛染橋保育所
愛染橋保育所(あいぜんばしほいくしょ)は、1909年にキリスト教徒で社会事業家の石井十次（1865年 - 1914年）によって設立された、大阪ではじめての保育所。

## 概要
石井は、1890年に岡山孤児院を設立し、愛染橋保育所は当初は貧民街であった大阪市南区日本橋筋東二丁目(燗的裏、桃ノ木裏と呼ばれ、町名は名護町)の高津入掘川にかかる愛染橋のたもとに「岡山孤児院附属愛染橋保育所並びに同夜学校」として開設された。幼児がいるために働けない貧困者の救済と、貧困のために通学できない子どものための夜学校である。
1914年石井の死後、経営困難に陥り、一旦閉鎖を余儀なくされたが、石井から大きな感化を受けた倉敷紡績の社長大原孫三郎の基金によって財団法人石井記念愛染園が設立され、1917年に石井記念愛染園として再生し現在（2025年現在）も存続している。石井の志を受け継いだ冨田象吉は、1918年に3歳未満児を対象とする「愛染託児所」と、3歳以上児を対象とする「愛染幼稚園」を開設した。冨田は、岡山孤児院大阪事務所の職員で、両親の就労を支援するためには3歳未満児の保育が求められ、また、3歳以上の幼稚園は、本来は貧困家庭の子どもにこそ必要であると考え、年齢により区分した2種類の保育所的な保育施設を併設する新しい施設の形態を実施したのである。施設は徐々に拡充して、乳児から小学生までの教育を行った。
1945年、空襲で焼失したが、その後復興し、現在は社会福祉法人石井記念愛染園 愛染橋保育園として、大阪府大阪市浪速区日本橋東2丁目9−11で保育を行っている。